# ديفيد فاوستينو
ديفيد فاوستينو (بالإنجليزية: David Faustino)‏ (وُلد في 3 مارس 1974) هو ممثل أمريكي ومغني راب معروف لبرنامجه متزوج وعندي أطفال وأدائه الصوتي في أسطورة كورا.

## النشأة
وُلد ديفيد في لوس أنجلوس، كاليفورنيا في 3 مارس 1974. أبوه هو روجر فاوستينو وأمه هي كاي فاوستينو (فريمان قبل الزواج). أخوه من أمه الأكبر جيف ليبر ممثل أيضًا، وأخوه الصغير مايكل قد ظهر عدة مرات في متزوج ولدي أطفال، ومنهم الحلقة التي كتبها ديفيد «ق*م*ا*م*ة».

## حياته المهنية
فاوستينو قد ظهر لأول مرة على التلفاز في سن الثلاثة أشهر في حلقة ليلي توملن الخاصة. لم يبدأ فاوستينو التمثيل بانتظام حتى عام 1980 بعد دور صغير في منزل صغير على المرج. طوال ثمانينيات القرن العشرين، ظهر ديفيد في برامج تلفازية معرفة في أدوار ضيفية مثل الراوبط الأسرية والقديس في مكان آخر وقارب الحب. وقد ظهر أيضًا ضيفًا في العديد من البرامج المغمورة، ولكن في 1987، ظهر في دور كامل في متزوج وعندي أطفال.
كان متزوج وعندي أطفال هو الفاصل في حياة فاوستينو، إذ إنه قد لعب دور بود - أصغر أطفال بندي - وقد لعب الدور منذ بداية ظهور الشخصية في 5 أبريل 1987 حتى الحلقة الأخيرة في 9 يونيو 1997 بمجموع 259 حلقة.
أثناء تصوير متزوج وعندي أطفال خلال التسيعينيات من القرن العشرين، استمر ديفيد في الظهور في أدوار ضيفية في العديد من المسلسلات الهزلية والدرامية. ولقد كرر دور بود بندي في باركر لويس لا يمكنه الخسارة وأعلى الكومة. ظهر ديفيد أيضًا في قانون بيرك وتلفاز مجنون وعائلة أدامز الجديدة.
في 2002، ظهر ديفيد في حلقة خاصة من تلفزيون الواقع بعنوان معسكر المشاهير. في 2001، قد ظهر في فيلم بود القاتل ذي الميزانية المنخفضة. في 2005، ظهر ضيفًا في حلقتين من واحد على واحد، وفي إحدى الحلقتين كان دوره هو عميل فليكس واشنطون.
مثل أيضًا في دور جيسون دوكري في فيلم روبودوك في 2008. في أبريل 2007، برز في عرض ماكدونالدز التجاري الأمريكي. وقد طور ومثل في جائع - مسلسل أسبوعي على الإنترنت على كراكل - شبكة فيديو دعمتها سوني بيكتشرز إنترتينمنت. أُنتج من المسلسل 12 حلقة. ولعب ديفيد نسخة مبالغ فيها من نفسه في المسلسل، والذي كان قد كتبه هو ومجموعة من أصدقائه بصفتهم «مضادين للأنتوراج».
ظهر ديفيد مع طاقم عمل متزوج ولدي أطفال مجددًا في الذكرى السنوية السابعة لجوائز تي في لاند في 2009 والتي قدمها د. فيل. وقد ظهر أيضًا ظهورين متخفيين في مسلسل أنتوراج على إتش بي أو وشارك في بطولة ليس فيلم ب آخر والذي وزعته تروما إنترتينمينت في 2011.
في أكتوبر 2010، سافر إلى أوكلاند، نيوزيلندا، ليشارك في معرض هرمجدون «ثقافة اللب».
في 2012، كان فاوستينو في طاقم أسطورة كورا وقام بالأداء الصوتي لشخصية ماكو مسخر النار - شخصية محورية سُميت تيمنًا باسم ماكو إيواماتسو (مؤدي صوت أيروه في المسلسل الأصلي). قد مثل أيضًا في دريم ووركس التنانين دور داغر المختل - شرير ثانوي في الموسم الأول والشرير الرئيسي في الموسم الثاني.

## حياته الشخصية
بعد مقابلة أندريا إلمر في مركز روحي في لوس أنجلوس ومواعدتها لمدة خمس سنوات، قد تزوجا في 24 يناير 2004 في كنيسة زواج بيضاء صغيرة في لاس فيغاس، نيفادا. وقد انفصلا في مايو 2006. ولم يسعى ديفيد لدفع النفقة الزوجية طبقًا للأوراق في لوس أنجلوس. في 6 فبراير 2007، أصبحا مطلقين رسميًا في المحكمة العليا بمقاطعة لوس أنجلوس مستشهدين بخلافات لا يمكن حلها.
في 14 نوفمبر 2015، أنجب ديفيد وصديقته ليندساي برونسون طفلة تُدعى أفا ماري غريس فاوستينو.
اعتقل ديفيد لجنحة حيازة القنب في مايو 2007. أُسقطت عنه تهمة الثمل المضطرب بعدما وافق ديفيد على التسجيل في هيئة لإعادة تأهيل مدمني المخدرات.
أسس واستضاف ديفيد نادٍ ليلي في لوس أنجلوس يسمى باليستكس تيمنًا باسم ألبومه.

## أعماله

### الأفلام
| السنة | الفيلم                         | الدور               | ملاحظات                                |
| ----- | ------------------------------ | ------------------- | -------------------------------------- |
| 1982  | نيل سيمون يجب أن أكون في الصور | مارتن               |                                        |
| 1983  | غرفة النجم                     | توني هاردن          |                                        |
| 1986  | السيد بوغيدي                   | كوروين ديفيس        |                                        |
| 1987  | عروس بوغيدي                    | كوروين ديفيس        |                                        |
| 1990  | أنا عارٍ وأنا أفكر فيك          | ديف ابن العم        |                                        |
| 1991  | انسجام مثالي                   | بول                 |                                        |
| 1994  | الرجال يكذبون                  |                     |                                        |
| 1996  | قبل وقل                        | القطاع هـ، "الطائر" |                                        |
| 1998  | باكز 12                        | كورنفيد             |                                        |
| 1998  | العشاق والكاذبون               | داريل               |                                        |
| 1999  | تاجر الوحل                     | سبونج               |                                        |
| 2000  | أحضر أشيائك                    | رون                 |                                        |
| 2001  | حديقة ماكآرثر                  | شرطي                |                                        |
| 2001  | السرقة                         | تشاك                |                                        |
| 2001  | بود القاتل                     | بظ فراولي           |                                        |
| 2001  | 10 سلوكيات                     | بيلي (السلوك #3)    |                                        |
| 2005  | حريق متجمد                     | بول                 |                                        |
| 2006  | عفريت الهجاء الوطني            | كارل                |                                        |
| 2006  | آمال عالسة                     | بن                  |                                        |
| 2006  | نفخة، نفخة، تمريرة             | ستيف                |                                        |
| 2007  | ليو                            | ديفيد               |                                        |
| 2008  | الاحتيال                       | ديريك               |                                        |
| 2008  | روبودوك                        | جيسون دوكري         | منتج مساعد أيضًا                        |
| 2008  | خانق بوسطن: القصة غير المروية  | ألبرت دي سالفو      |                                        |
| 2008  | غير تقليدي                     | نفسه                |                                        |
| 2009  | مقبوض عليه                     | ولبرت               |                                        |
| 2009  | رفض رسمي                       | نفسه                |                                        |
| 2009  | ليس فيلم ب آخر                 | هاينز               |                                        |
| 2010  | هوليونت                        | روب                 |                                        |
| 2012  | نادي وينكس: سر المملكة الضائعة | هيليا               | أداء صوتي في دبلجة نيكلوديون دور مساعد |
| 2013  | أنا أعرف ذلك الصوت             | نفسه                |                                        |
| 2016  | شاركنادو 4: استيقاظ الرابع     | بود                 |                                        |

### التلفاز
| السنة     | العمل                           | الدور                    | ملاحظات                                                                 |
| --------- | ------------------------------- | ------------------------ | ----------------------------------------------------------------------- |
| 1974      | حلقة ليلي توملن الخاصة          | نفسه                     | كان عمره ثلاثة شهور                                                     |
| 1980      | منزل صغير على المرج             | جوش                      | حلقة: "الصرخة الصامتة"                                                  |
| 1981      | دكتوراه ترابر جون               | صبي صغير                 | حلقة: "تيس الموسم"                                                      |
| 1982      | في حبس الغرباء                  | ديفيد                    | فيلم تلفزيوني                                                           |
| 1983      | جزيرة الخيال                    | مايكل أشلي               | حلقة: "اختيارات عشوائية/أمي العاهرة"                                    |
| 1983      | الراوبط الأسرية                 | كيث بيلي                 | حلقة: "لانتزاع كيث"                                                     |
| 1984      | قارب الحب                       | ممثل                     | حلقة: "إيس في الثقب/أغنية العم جوي/أب في المهد"                         |
| 1984      | القديس في مكان آخر              | فتى                      | حلقة: "كرتان وهجمة"                                                     |
| 1984      | إي/آر                           | راندي بيل                | حلقة: "أنقذ الرقصة الأخيرة لأجلي"                                       |
| 1985      | الطريق السريع إلى الجنة         | روبي براون               | حلقة: "حادث موت طائرة"                                                  |
| 1985      | كان لدي ثلاث زوجات              | أندرو بودين              | ظهر في خمس حلقات                                                        |
| 1985      | الفزاعة والسيدة كينغ            | ممثل                     | حلقة: "المثالية الآن"                                                   |
| 1986      | منطقة الشفق                     | ميكا فروست               | حلقة: "الراوي"                                                          |
| 1986-1992 | سي بي إس الخاصة استراحة المدرسة | لوي داوسون ترافيس بيكل   | حلقتان: "زمرة المخدر" "الكلمات عاليًا"                                   |
| 1987–1997 | متزوج ولدي أطفال                | بود بندي                 | 259 حلقة                                                                |
| 1987      | مغامرات صمغ الدببة              | كافين                    | حلقة: "فرسان الصمغ"                                                     |
| 1990      | باركر لويس لا يمكنه الخسارة     | بود بندي                 | حلقة: "موسو وفرانك"                                                     |
| 1990      | حلقة خاصة بيوم الأرض            | بود بندي                 |                                                                         |
| 1991      | انسجام مثالي                    | بول                      | فيلم ديزني تلفزيوني                                                     |
| 1991      | أعلى الكومة                     | بود بندي                 | حلقة: "الكرب والكرب"                                                    |
| 1991      | برعم                            | نفسه                     | حلقة: "زهر – وثيقة روك"                                                 |
| 1994      | قانون بيرك                      | كارل لوميس               | حلقة: "من قتل نجم الصابون؟"                                             |
| 1994      | قلنسوة هود                      | ممثل                     | حلقة: "ذكريات مصنوعة من هذا"                                            |
| 1996-1997 | تلفاز مجنون                     | نفسه المقدم              | حلقتان: "#1.12" "#2.21"                                                 |
| 1996      | جزيرة ميت                       | هاسكل بريسكوت            | فيلم تلفازي                                                             |
| 1999      | جيسي                            | دواين                    | حلقة: "أفضل صفقة ممكنة"                                                 |
| 1999      | عائلة أدامز الجديدة             | غريغ الغريب              | حلقة: "لقاءات قريبة لنوع أدامز"                                         |
| 1999      | تعاسة للأبد                     | جيمبو باسيلاي            | حلقة: "تيفاني برغر"                                                     |
| 2000      | باتمان المستقبلي                | سين ميلر                 | أداء صوتي حلقة: "الملاذ الأخير"                                         |
| 2000      | جسور ناش                        | سيمون/ديني               | حلقات: "خلية صلبة" و"بداية القفز"                                       |
| 2000-2001 | غطيني                           | أولدر تشانس، الراوي      | حلقات: "تصرف بطبيعية"، "الخط"، "الحدود العادية" غير مذكور               |
| 2001      | صورة حميمة                      | الراوي                   | حلقة: "كيتي ساغال"                                                      |
| 2001      | مشروع زيتا                      | سكرفي                    | أداء صوتي حلقة: "اسم صانعه"                                             |
| 2001      | الاختبار                        | نفسه                     | حلقة: "اختبار الذوق الجنسي"                                             |
| 2001      | ذاهب إلى كاليفورنيا             | كورت بيميس               | حلقة: "البادودل الكبير"                                                 |
| 2002      | الملفات الغامضة                 | مايكل دالي               | حلقة: "أيام الشمس المشرقة"                                              |
| 2002      | برنامج العودة                   | بيتي                     | حلقات: "أسرة الحجل: ابني، النسوية/متزوج... ولدي أطفال: برنامج الرقص"    |
| 2003      | صدمة ساكنة                      | نجمي                     | أداء صوتي حلقة: "وقت العرض"                                             |
| 2004      | عرض بيرني ماك                   | دروبي                    | حلقة: "دروبي أو ليس دروبي"                                              |
| 2004      | المساعدة                        | آدم ريدجواي              | حلقات: "الطيار"، "دواين مصاب ببرد"، "باهتي"، "مشاركة أولي"، "بيت الكلب" |
| 2004-2009 | أنتوراج                         | نفسه                     | حلقتان: "المراجعة"، "خائف مباشرةً"                                       |
| 2005      | مغامرات سكوبي دو                | كيرت كرنش                | أداء صوتي حلقة: "مجانين المصارعين"                                      |
| 2005      | واحد على واحد                   | إيان/تشاد                | حلقتان: "عقد عالٍ" و"دراسة الأصدقاء"                                     |
| 2005-2007 | أرض التلفاز السرية              | نفسه                     | حلقة: "تغير الأوقات والاتجاهات" ضيف في "النهائيات"                      |
| 2006      | أميريكان داد!                   | نفسه                     | أداء صوتي حلقة: "تجارة قاسية"                                           |
| 2006      | المرحون الأشقياء                | آرثر، تخطي الوقت         | أداء صوتي حلقة: "مرة بعد مرة"                                           |
| 2008–2011 | طريق أتيكوس                     | ثيسيوس                   | أداء صوتي دور متكرر                                                     |
| 2008      | باتمان                          | فوكس / ديفيد             | أداء صوتي حلقة: "هجوم الثلاثي الرهيب"                                   |
| 2008      | قواعد اللعبة                    |                          | منتج منفذ                                                               |
| 2009      | الدجاجة الآلية                  | نفسه، د. رودي ويلز، الجد | أداء صوتي حلقة: "الحب يا موريس"                                         |
| 2010      | 7 أيام                          | نفسه                     | عضو الفريق 1 عُرضت الحلقة في 22 أكتوبر 2010                              |
| 2011–2014 | نادي وينكس                      | هيليا                    | أداء صوتي                                                               |
| 2012–2014 | أسطورة كورا                     | ماكو                     | أداء صوتي شخصية رئيسية                                                  |
| 2013–2015 | دريم ووركس التنانين             | داغر المختل              | أداء صوتي                                                               |
| 2013      | العائلة الحديثة                 | تيتر                     | حلقة: "يوم سيء للشعر"                                                   |
| 2016      | قرش ذري                         | فليتشر                   | فيلم تلفازي                                                             |

### مسلسلات المواقع
| السنة | المسلسل            | الدور      | ملاحظات                               |
| ----- | ------------------ | ---------- | ------------------------------------- |
| 2009  | جائع               | نفسه       | أيضًا منتج منفذ ومخرج وكاتب مسلسل موقع |
| 2009  | عيد الميلاد المظلم | نفسه       | مسلسل موقع                            |
| 2012  | عاهرون خارقون      | جاك كراك   | أداء صوتي مسلسل موقع                  |
| 2013  | سامريون سيئون      | داكس ويندل | مسلسل موقع                            |

## الموسيقى
بالإضافة إلى تمثيله، فإن ديفيد في صناعة الموسيقى خصوصًا صنف الراب ويحمل اسم دي ليل. في 1992، أصدر دي ليل ألبوم باليستيكس والذي احتوى أغنية منفردة واحدة باسم «أخبرتك».

## وصلات خارجية
- ديفيد فاوستينو على موقع IMDb (الإنجليزية)
- ديفيد فاوستينو على موقع روتن توميتوز (الإنجليزية)
- ديفيد فاوستينو على موقع ألو سيني (الفرنسية)
- ديفيد فاوستينو على موقع ميوزك برينز (الإنجليزية)
- ديفيد فاوستينو على موقع ميوزك برينز (الإنجليزية)
- ديفيد فاوستينو على موقع تيرنر كلاسيك موفيز (الإنجليزية)
- ديفيد فاوستينو على موقع أول موفي (الإنجليزية)
- ديفيد فاوستينو على موقع قاعدة بيانات الأفلام السويدية (السويدية)
- ديفيد فاوستينو على موقع إن إن دي بي (الإنجليزية)
- ديفيد فاوستينو على موقع ديسكوغز (الإنجليزية)
- الموقع الرسمي

ديفيد فاوستينو في قاعدة بيانات الأفلام على الإنترنت